# Лебедёвское муниципальное образование (Краснокутский район)
Лебедёвское сельское поселение — муниципальное образование в составе Краснокутского района Саратовской области. Административный центр — село Лебедёвка. На территории поселения находятся 3 населённых пункта — 3 села .

## Населённые пункты
- село Лебедёвка — административный центр;
- село Карпёнка;
- село Розовка;